# Burguesia de Genebra
Por Burguesia de Genebra compreende-se a ligação existente entre os não naturais da cidade e aqueles que pediam regalias semelhantes, de uma certa maneira uma naturalização, que no fundo é um mistura de tradições seculares para se poder fazer parte de uma comunidade - cividade, burgo - e de modernidade, até porque o conceito de nação é recente na história da humanidade.
Tradicionalmente a Burguesia de Genebra toma as seguintes denominações:
- Nativo ou Cidadão; de reconhecidas famílias vivendo e trabalhando de há muito tempo na cidade, os Genebrinos;
- Burgueses; os que receberam uma carta de burguesia - em francês:  lettre de bourgeoisie
- Sujeitos, habitantes de terras dependentes de uma senhoria (castelo) ou mandement (bispo), como as  de Peney e Jussy.

No entanto a burguesia tomou diferentes aspectos durante as diferentes épocas entre a antiguidade e os nossos dias.

## Antiguidade
Era dada o título de Cidadão a todos os que se viessem estabelecer e ligeiramente mais tarde já só aqueles que prestavam serviços ao Estado. Assim tomava 
o carácter de "recompensa". Este é o caso de Roma onde todos eram considerados cidadãos até que ela fosse conhecida como o centro do mundo (pelo menos o Ocidental) e então o título era uma honra dificilmente dado.
É dessa época que se confirma o termo de Nativo aos que "lá sempre viveram".

## Período episcopal
Em 1032, o segundo reino de Borgonha do qual Genebra faz parte, passa por herança a Conrado II de Salique, imperador do Sacro Imperador Romano-Germânico, que se torna por isso o soberano de Genebra. Dois anos mais tarde, o imperador demasiado afastado da cidade dá poderes ao bispo da cidade - a que dá o nome de príncipe - o poder temporal mas que deverá dividir com os condes de Genebra, Guilherme III de Genebra.
Devido ao Tratado de Seyssel - que é um acordo entre o conde de Genebra Aimão I de Genebra e o bispo Humberto de Grammont - os estrangeiros depois de terem residido um ano e um dia na cidade dependiam directamente do bispado.
Para ser considerado Burguês na época episcopal era preciso receber uma carta de burguesia - em francês:  lettre de bourgeoisie. A mais antiga existente é a de Hugonod de Jussier, de 23 de agosto de 1339. O titulo era dado:
- ao requerente e família mas deveria habitar a cidade de maneira contínua (se a deixasse perdia o título);
- se pudesse defender a cidade pelo que deveria estar armado;
- se pudesse pagar as taxas e impostos locais.

Para acederem a esta situação precisavam comprar por 4 libras genebrinas (escudo em ouro) e mesmo 20 se pretendesse fazer parte do Conselho do Estado. Em contrapartida podia negociar diariamente, enquanto os "estrangeiros" só o podiam fazer nos dias de feira, tinham direitos preferencias nos negócios das transacções comerciais da cidade. 
O título que era muito procurado devido ao esplendor da cidade era dado de uma maneira muito selectiva pois que entre 1400 e 1450 Genebra só o deu a treze italianos, dez piemonteses, 53 artesãos franceses dos quais 18 do Ducado de Borgonha

## Reforma
Para a defesa da cidade, muito contribuiu o pagamento feito pelos futuros burguêses. As guerras de religiões na Europa do século XVI nota-se particularmente em Genebra onde Calvino, contra a vontade dos liberais numerosos nos cargos políticos, consegue fazer burgueses um grande número de protestantes fugidos de França, mesmo se já em 1682 exigia-se que a pessoa habite a cidade há mais de sete anos para pedir a burguesia! No entanto uma vez a República consolidada, a Roma protestante como era conhecida a terra de asilo para os huguenotes, o título de burguês torna-se cada vez mais difícil e caro, assim:
- século XV - 5 a 7 florins
- princípio do século XVI - 4 escudos de ouro, que monta a 20 e a 50 escudos
- século XVI - 3 000 florins
- século XVIII - 5 000 florins

Um pai com seis filhos pagou 29 700 florins, mais 500 florins para a biblioteca. 
Tudo isto provocou que entre a Reforma e o fim do século XVI havia só cerca de 28 pedidos/ano.

## Revolução genebrina
A Revolução Genebrina de 6 de dezembro de 1792 aboliu todas as diferenças entre cidadão, burguês e nativos, mas como a constituição indicava que dava a cidadania a todas as categorias, na condição de fossem filhos de pai protestante, foi preciso  regista-los de novo num "Registro único" que substituía os antigos livros de burguesia e dos habitantes (nativos).

## Genebra o 22 cantão suíço
A Dieta da Confederação Suíça tomou a decisão em 12 de setembro de 1814 de aceitar o pedido da Cidade e República de Genebra de ser recebida como novo cantão na Confederação Helvética.
Em 1829 o Conselho do Estado decide que as pessoas que figuram nas listas eleitorais e as que tenham exercido funções de maire, ajudante ou conselheiro municipal eram automaticamente reconhecidos como Genebrinos.